# Elimia interrupta
Elimia interrupta är en snäckart som först beskrevs av Samuel Stehman Haldeman 1840.  Elimia interrupta ingår i släktet Elimia och familjen Pleuroceridae. IUCN kategoriserar arten globalt som sårbar. Inga underarter finns listade i Catalogue of Life.